# ۹۷ بانی و کلاید
«۹۷ بانی و کلاید» (به انگلیسی: '97 Bonnie & Clyde) ترانه‌ای از هنرمند اهل ایالات متحده آمریکا امینم است. این آهنگ در آلبوم اسلیم شیدی ای‌پی با نام «فقط ما دوتا» (به انگلیسی: Just the Two of Us) و در آلبوم اسلیم شیدی ال‌پی قرار دارد.